# قائمة الكتب المنشورة في المغرب سنة 2011
قائمة الكتب المنشورة في المغرب سنة 2011
- مديح الصدى دراسات في أدب الغرب الإسلامي / الدكتور أحمد زنيبر / دار التنوخي للطباعة والنشر والتوزيع
- كاترينا مرت من هنا يوميات العاصفة / محمد العلمي / منشورات وزارة الثقافة المغربية.[1]
- ابن دراج القسطلي، شاعر الأندلس ولسان الجزيرة الأمازيغي الأصول / الدكتور أحمد الطاهري / منشورات تيفراز.[2]
- لا ذكورية في الفقه / الدكتور محمد التاويل / عن مطبعة آنفوـ برانت بفاس.
- الشركة المغربية لنقل الأموات - رواية/ أنيس الرافعي / منشورات اتحاد كتاب المغرب (2011)
- إناث الدار / محمد الهجابي / «دار أفريقيا الشرق» 2011، / 226 صفحة
- العنوان في الرواية العربية / عبد المالك أشهبون /
- الإصلاح السياسي في المغرب / كمال عبد اللطيف / دار منشورات المدارس في الدار البيضاء
- الدستور والدستورانية بالمغرب 1908- 2008 / منشورات المعهد الجامعي للبحث العلمي
- رسائل ضوء وماء / نجاة الزباير / مطبعة وليلي بمراكش
- الأساليب الإنشائية عند اللغويين العرب / د الوارث الحسن / مطبعة أنفو برانت بفاس
- سفن البحر الملونة (2011). عبد الرحيم مؤدن
- الحلم (2011). عبد الرحيم مؤدن